# 1464 w polityce

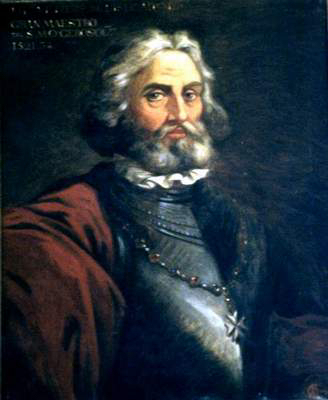
Philippe Villiers de L’Isle Adam, wielki mistrz zakonu joannitów

Wydarzenia polityczne w 1464 roku.

## Wydarzenia
- Pietro Barbo zostaje papieżem[1][2].
- 25 kwietnia bitwa pod Hedgeley Moor pomiędzy armiami Yorków i Lancasterów[3][4][5].
- 1 maja – potajemny ślub Edwarda IV z Elisabeth Woodville uniemożliwia zawarcie opartego na królewskim mariażu sojuszu Anglii z innym państwem[6].
- 15 maja – wojna Dwóch Róż: klęska Lancasterów w bitwie pod Hexham, bezpośrednio po której doszło do egzekucji 30 ważniejszych liderów stronnictwa[7].
- lipiec - wojna Dwóch Róż: kapitulacja twierdzy Bamburgh w Northumberlandzie – koniec oporu Lancasterów przeciwko Yorkom na północy Anglii[6].

## Urodzili się
- Philippe Villiers de L’Isle Adam, wielki mistrz zakonu joannitów[8][9].
- 6 maja Zofia Jagiellonka, córka Kazimierza IV Jagiellończyka (zm. 1512)[10].
- 26 czerwca Ernest Wettin, arcybiskup Magdeburga[11].

## Zmarli
- Kosma Medyceusz Starszy, władca Florencji[12][13].
- Henry Beaufort, książę Somerset, zginął w egzekucji pod Hexham (ur. 1436)[7]